# Berner Oberland

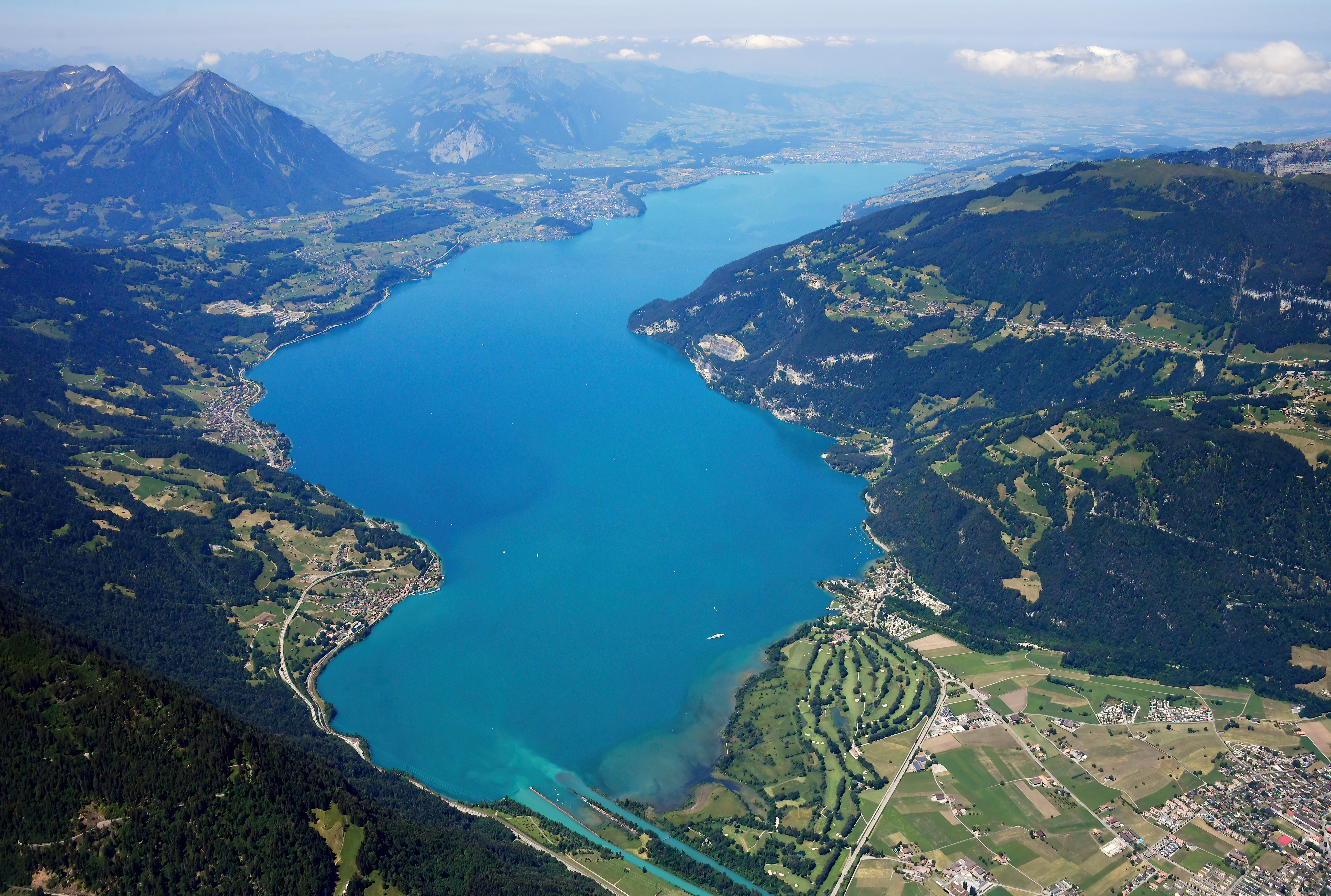
Jezioro Thun

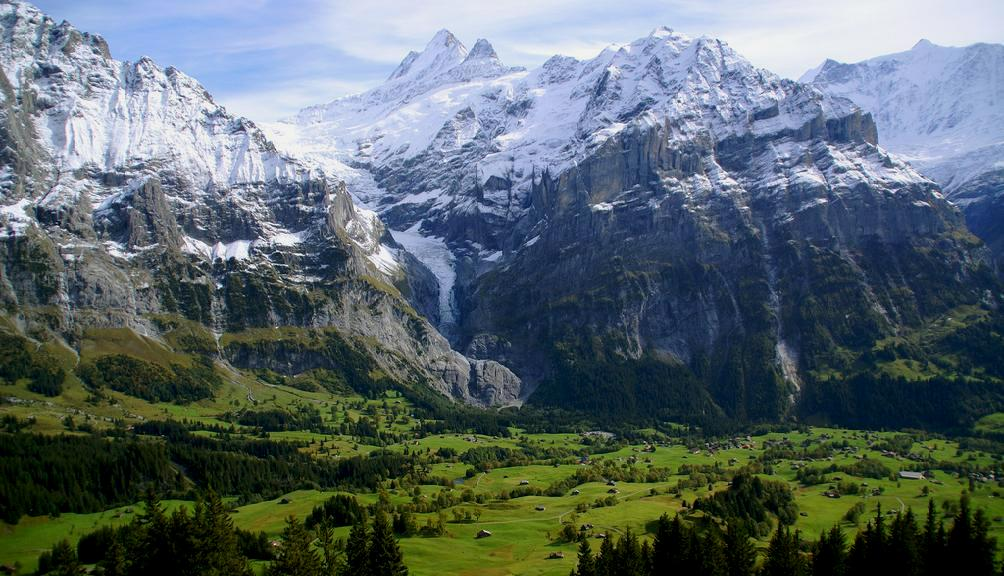
Widok na Alpy Berneńskie z Grindelwaldu

Berner Oberland (pol. Berneński krajobraz górzysty, fr. Oberland bernois, ret. Surselva bernaisa, wł. Oberland Bernese) – kraina geograficzna i historyczna w szwajcarskim kantonie Berno.
Zajmuje najwyższą, południowo-wschodnią część tego kantonu wokół jezior Thun i Brienz oraz Alpy Berneńskie. Jest znanym regionem turystycznym.
Od 1 stycznia 2010 leży na terenie następujących okręgów (Verwaltungskreis):
- Frutigen-Niedersimmental
- Interlaken-Oberhasli
- Obersimmental-Saanen
- Thun

Berner Oberland jest zamieszkany przez Szwajcarów mówiących dialektem wysokoalemańskim, w odróżnieniu od pozostałej ludności kantonu, używającej odrębnego dialektu górnoalemańskiego języka niemieckiego. W znacznej większości są wyznania ewangelicko-reformowanego.
Berner Oberland stanowi część kantonu Berno. W 1798 wskutek tendencji separatystycznych, spowodowanych uciskiem podatkowym Berna został wyodrębniony przez cesarza Napoleona jako odrębny kanton Oberland ze stolicą w Thun w składzie Republiki Helweckiej. W 1803 znów został przyłączony przez Napoleona do kantonu Berno. Od końca XIX wieku rozwój turystyki, głównie alpinizmu.